# 毓盈
毓盈（1881年—1922年）字损之，号十丈愁城主人，爱新觉罗氏，定慎郡王溥煦四子。

## 生平
光绪七年四月十三日，毓盈出生。光绪二十九年（1903年）封镇国将军。清末出任资政院议员。

## 著作
- 《述德筆記》

## 家庭
- 兄：毓朗